# 両会
両会（りょうかい、中国語：两会、中国語発音：リャンホェイ、英語：Two Sessions）は中国独特の政策決定制度で、多少歴史的、代表分野的に違う2つの組織にゆだね、共産党または中央の意思が徹底するようにし、また決定を聞いた者も1つの機関の決定でなく、複数の機関の合意事項であると多少の安心感をいだくようにした制度である。全国両会、基督教両会、天主教両会などが知られている。

## さまざまな“両会”

### 全国“両会”
中国全土に関する政策は毎年3月の全国人民代表大会で決定されるが、同時に経済界など各界の代表者や中国共産党以外の「民主党派」からなる中国人民政治協商会議全国委員会も開催されて、そこに諮問され、全国「両会」の決定事項として発表される。

### 基督教“両会”

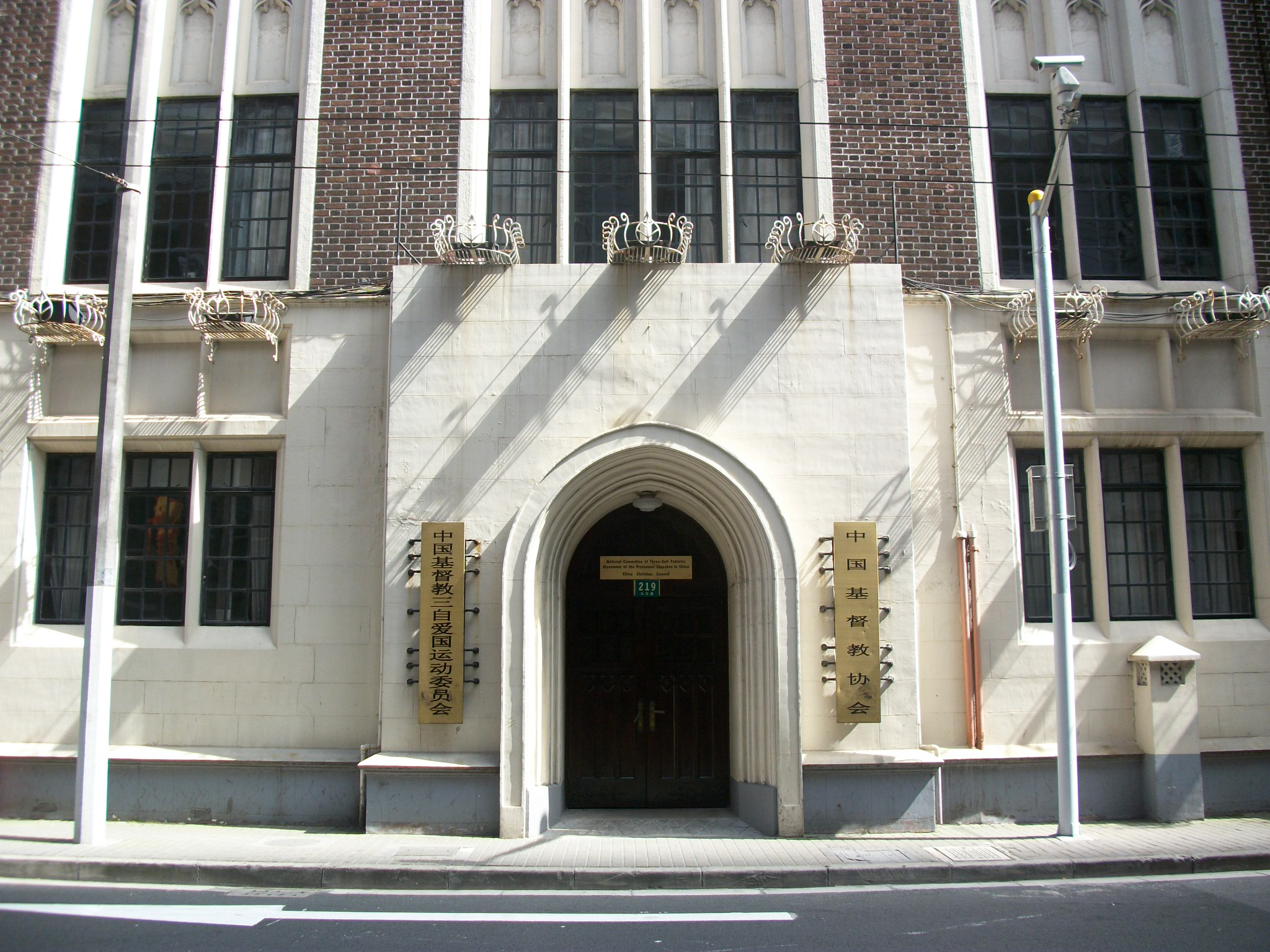
基督教両会本部（上海）

解放後、中国のキリスト教プロテスタント（中国語で基督教）諸派は中国基督教協会のもとに合同し、世界にもまれにみる統一プロテスタント教会への歩みを始めている。海外からの影響を絶つ三自愛国運動の精神での歩みを継続するために中国基督教三自愛国運動委員会が国・省・市レベルで設立されていて、重要決定事項はこれらキリスト教「両会」のものとして発表される。

### 天主教“両会”
中国のカトリック教会（中国語で天主教いわゆる天主教会）も市・省・国レベルに組織化されていて、中国天主教教務委員会と中国天主教愛国会とが、中国天主教「両会」を形成している。